# فرودگاه محلی لیورپول/شور جنوبی
فرودگاه محلی لیورپول/شور جنوبی (به انگلیسی: Liverpool/South Shore Regional Airport) (به زبان بومی: South Shore Regional Airport) یک فرودگاه همگانی باربری است که یک باند فرود آسفالت دارد و طول باند آن ۱۲۰۰ متر است. این فرودگاه در کشور کانادا قرار دارد و در ارتفاع ۹۸ متری از سطح دریا واقع شده است.